# ジヴォイン・ミシッチ

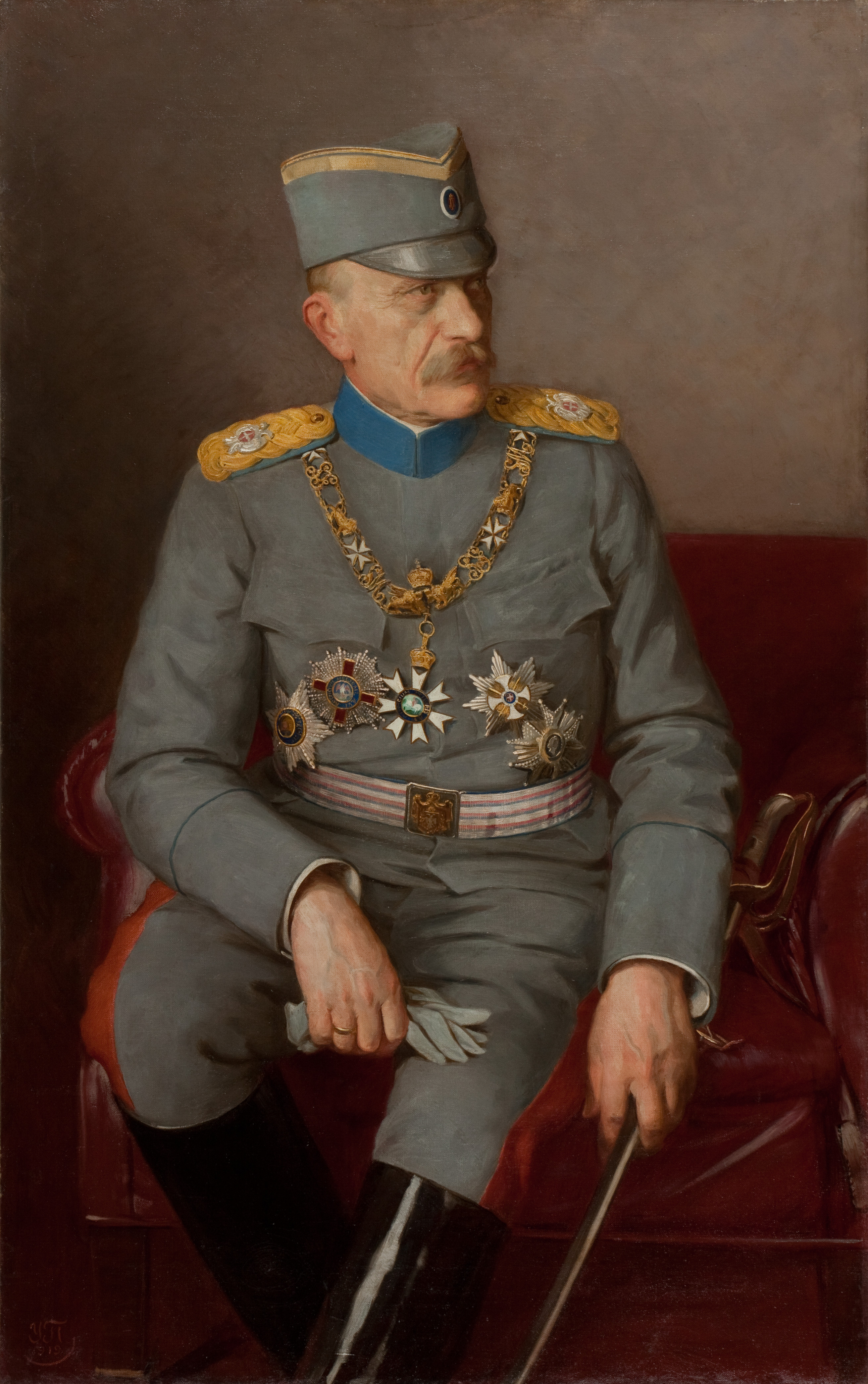
ジヴォイン・ミシッチ
(画)ウロシュ・プレディッチ

ジヴォイン・ミシッチ（キリル表記：Живојин Мишић、ラテン文字表記：Živojin Mišić1855年1月7日 - 1921年1月7日）は、セルビア、ユーゴスラビアの軍人。元帥（Vojvoda）。
ストルガニク出身。1871年、ベオグラードの軍事学校で教育を受け、歩兵に配属。1876年の露土戦争時にコルバル大隊、1877年～1878年の露土戦争時に第7歩兵連隊の中隊を指揮した。1885年のセルビア・ブルガリア戦争時、中隊長、大隊長。その後、参謀本部で勤務した後、連隊、歩兵旅団を指揮し、師団区司令官を務めた。1898年～1904年、軍事アカデミーの教授として戦術を講義した。1903年～1907年、退役。
1907年～1912年、1913年～1914年、参謀本部作戦課長、師団区司令官、参謀総長補を歴任。1912年～1913年のバルカン戦争時、最高司令部参謀長補。
1914年8月の動員令布告と共に、最高司令部参謀長補に任命。同年11月15日、第1軍司令官となり、ルドニク付近でオーストリア・ハンガリー軍に対して勝利を収め、敵軍をセルビア領土から追い出した。同年、元帥に昇進。
1915年10月～12月、ドイツ軍、オーストリア・ハンガリー軍、ブルガリア軍により3方向から攻撃され、退却を余儀なくされる。ミシッチは、残余部隊をコルフ島に集結させ、自身は治療のためフランスに赴いた。
1916年9月に帰国し、マケドニア戦線に赴任。1918年7月1日から最高司令部参謀長となり、1918年9月のブルガリア軍の戦線突破の計画を立案した。
戦後、死に至るまでセルビア・クロアチア・スロベニア王国軍参謀総長を務めた。